# 코미디빅리그
《코미디빅리그》는 tvN에서 2011년 9월 17일부터 2023년 9월 13일까지 방송했던 공개 코미디 프로그램이었다.

## 방송 시간
| 방송 채널 | 방송 기간                          | 방송 시간                            |
| --------- | ---------------------------------- | ------------------------------------ |
| tvN       | 2011년 9월 17일 ~ 2013년 8월 17일  | 매주 토요일 밤 9시 ~ 10시 30분       |
| tvN       | 2013년 9월 29일 ~ 2013년 10월 6일  | 매주 일요일 밤 11시 ~ 12시 30분      |
| tvN       | 2013년 10월 13일 ~ 2023년 3월 26일 | 매주 일요일 저녁 7시 40분 ~ 9시 10분 |
| tvN       | 2023년 4월 1일 ~ 2023년 6월 24일   | 매주 토요일 밤 10시 50분 ~ 12시 20분 |
| tvN       | 2023년 7월 12일 ~ 2023년 9월 13일  | 매주 수요일 밤 10시 40분 ~ 12시 10분 |

## 역대 진행자
| 진행자 | 진행자 | 방송 기간                          |
| ------ | ------ | ---------------------------------- |
| 이수근 | 이영아 | 2011년 9월 17일 ~ 2011년 11월 19일 |
| 신영일 | 이영아 | 2011년 12월 24일 ~ 2012년 3월 31일 |
| 신영일 | 김빈우 | 2012년 5월 12일 ~ 2012년 8월 18일  |
| 신영일 | 김빈우 | 2012년 9월 29일 ~ 2013년 8월 18일  |
| 신영일 | 나해령 | 2013년 9월 29일 ~ 2014년 3월 23일  |
| 신영일 | 공서영 | 2014년 4월 6일 ~ 2015년 3월 22일   |
| 신영일 | 배지현 | 2015년 4월 5일 ~ 2016년 9월 18일   |
| 신영일 | 정인영 | 2016년 10월 2일 ~ 2018년 6월 24일  |
| 신영일 | 정채연 | 2018년 7월 8일 ~ 2018년 9월 23일   |
| 신영일 | 허영지 | 2019년 1월 6일 ~ 2023년 9월 13일   |

## 임시 진행자
| 진행자 | 진행자 | 방송일           |
| ------ | ------ | ---------------- |
| 신영일 | 기희현 | 2018년 10월 7일  |
| 신영일 | 조현   | 2018년 10월 14일 |
| 신영일 | 루다   | 2018년 10월 21일 |
| 신영일 | 연우   | 2018년 10월 28일 |
| 신영일 | 승희   | 2018년 11월 4일  |
| 신영일 | 최유정 | 2018년 11월 11일 |
| 신영일 | 장규리 | 2018년 11월 18일 |
| 신영일 | 엄지   | 2018년 11월 25일 |
| 신영일 | 이미주 | 2018년 12월 2일  |
| 신영일 | 허영지 | 2018년 12월 9일  |
| 신영일 | 송해나 | 2018년 12월 16일 |
| 신영일 | 청하   | 2018년 12월 23일 |
| 김해준 | 이은지 | 2021년 9월 12일  |
| 이용진 | 홍윤화 | 2021년 9월 19일  |
| 문세윤 | 허영지 | 2022년 3월 20일  |
| 신영일 | 조현   | 2022년 12월 4일  |
| 신영일 | 이은지 | 2023년 1월 1일   |
| 신영일 | 이은지 | 2023년 3월 5일   |

## 역대 징맨
| 진행자   | 방송 기간                          |
| -------- | ---------------------------------- |
| 황철순   | 2011년 9월 17일 ~ 2016년 10월 2일  |
| 미키광수 | 2016년 10월 16일 ~ 2023년 9월 13일 |

## 프로그램 운영 방식
1 ~ 9R는 순위 대로 1 ~ 5점을 받으며, 10 ~ 12R는 승점이 2배로 적용이 된다.
그 승점을 최종 1위 ~ 최종 5위의 순위를 결정한다.
최종 1위 ~ 최종 3위는 상금을 받으며, 이후 쿼터 별로 1 ~ 4쿼터로 진행한다.

코미디빅리그의 시즌별 순위

## 수상
- 2012년 제6회 케이블TV 방송대상 엔터테인먼트부문 PP작품상

## 경쟁 프로그램
- 개그콘서트 (KBS 2TV)
- 개그야 (MBC TV)
- 코미디에 빠지다 (MBC TV)
- 웃음을 찾는 사람들 (SBS TV)